# Parochthiphila phragmitis
Parochthiphila phragmitis är en tvåvingeart som beskrevs av Tanasijtshuk 1963. Parochthiphila phragmitis ingår i släktet Parochthiphila och familjen markflugor. Inga underarter finns listade i Catalogue of Life.